# Feliks Więcek
Feliks Więcek (ur. 10 listopada 1904 w Ignacowie, zm. 17 sierpnia 1978 w Łodzi) – polski kolarz, zwycięzca pierwszego „Biegu Dookoła Polski w 1928” (późniejszy Tour de Pologne), wygrał sześć z ośmiu etapów wyścigu i triumfował w Warszawie.

## Życiorys
Z zawodu czeladnik rzeźnicki z Bydgoszczy. Już w 1928, będąc zawodnikiem Bydgoskiego Klubu Kolarzy, był nazywany najlepszym polskim kolarzem szosowym (lista sporządzona przez „Przegląd Sportowy”, listy prezesa i kapitana Związku Polskich Towarzystw Kolarskich). Feliks Więcek w plebiscycie „Przeglądu Sportowego” na najlepszego sportowca 1928 roku zdobył 3. miejsce, wyprzedzili go Halina Konopacka i Bronisław Czech.
W II Biegu Dookoła Polski (1929) zajął 4. miejsce. W 1930 wygrał „Wyścig do Morza Polskiego”, a w 1932 wyścig Kraków – Katowice – Kraków. Zajął 7. miejsce w polsko-niemieckim wyścigu Berlin – Warszawa w 1934, a w wyścigu tym wykazał się wyjątkowo silną wolą walki przejeżdżając 70 km zbroczony krwią po zderzeniu ze spłoszonym koniem.
Został zaproszony na metę Tour de Pologne 1958.